# Tycho-Brahe-Preis
Der Tycho-Brahe-Preis (bis 2018 Tycho Brahe Prize, seit 2019 Tycho Brahe Medal) der Europäischen Astronomischen Gesellschaft (EAS) wird jährlich für Leistungen in der Astronomie mit einem europäischen Beobachtungsinstrument (oder für dessen Entwicklung) vergeben. Der Preis ist nach Tycho Brahe benannt und wird seit 2008 vergeben. Er war bis 2018 dotiert (zuletzt mit 6000 Euro) und wird seit 2019 als Medaille vergeben.

## Preisträger
- 2008 Göran Scharmer, für Beobachtungen der Sonne
- 2009 Françoise Combes, für Beobachtungen des interstellaren Mediums in extragalaktischen Systemen, molekularen Absorptionslinien, Dunkler Materie, Galaxiendynamik.
- 2010 Raymond Wilson, für Beiträge zur aktiven Optik
- 2011 Michael Perryman für Hipparcos
- 2012 Reinhard Genzel, Infrarotastronomie, insbesondere für die Beobachtung des schwarzen Lochs im Zentrum der Milchstraße
- 2013 Massimo Tarenghi, besonders für das European Southern Observatory
- 2014 Antoine Labeyrie für Innovationen in Optik besonders mit hoher Winkelauflösung
- 2015 Michel Mayor für Exoplaneten-Suche und dazugehörige Instrumente
- 2016 Joachim Trümper, Röntgenastronomie, insbesondere ROSAT
- 2017 Bernard Delabre für optischen Entwurf von Teleskopen, Kameras und Spektrographen
- 2018 Andrzej Udalski, für OGLE
- 2019 Guy Monnet, für Beiträge zur 3D-Spektroskopie und Infrarot-Teleskopen
- 2020 Stefano Vitale, für die LISA-Pathfinder-Mission
- 2021 Frank Eisenhauer, für SINFONI- und GRAVITY-Instrumente am ESO VLT
- 2022 Jean-Luc Starck, CEA Paris Saclay, für die Entwicklung neuartiger statistischer Methoden in der Astronomie und Open Source Analysewerkzeuge
- 2023 J. Anton Zensus, Max-Planck-Institut für Radioastronomie, für Fortschritte in der Very-Long-Baseline-Interferometrie
- 2024 Francesco Pepe, Universität Genf, für hochauflösende Spektrografen zur Erforschung von Exoplaneten
- 2025 Karl-Friedrich Schuster (IRAM, Frankreich), für seine zahlreichen Beiträge zu technologischen Fortschritten in der Millimeterastronomie und seine führende Rolle bei der Ermöglichung des ehrgeizigen NOEMA-Upgrades.